# Ghiacciaio Strange
Il ghiacciaio Strange (in inglese Strange Glacier) è un ghiacciaio situato sulla costa di Lassiter, nella parte sud-orientale della Terra di Palmer, in Antartide. Il ghiacciaio, il cui punto più alto si trova a circa 1208 m s.l.m., è situato in particolare nei monti Latady e da qui fluisce in direzione sud-est, scorrendo lungo il versante meridionale della dorsale Crain, fino ad entrare nell'insenatura di Gardner, tra la mesa Schmitt e il monte Austin.

## Storia
Il ghiacciaio Strange è stato mappato grazie a ricognizioni terrestri dello United States Geological Survey e a fotografie aeree scattate dalla marina militare statunitense tra il 1961 e il 1967; in seguito è stato così battezzato dal Comitato consultivo dei nomi antartici in onore di Donald L. Strange, membro del personale ospedaliero della base Amundsen-Scott nel 1964.